# 褐背文鸟
褐背文鸟（学名：Lonchura nigriceps），是梅花雀科文鸟属的一种，分布于津巴布韦、安哥拉、索马里、南非、斯威士兰、马拉维、肯尼亚、坦桑尼亚、赞比亚、刚果民主共和国和莫桑比克。该物种的保护状况被评为无危。
褐背文鸟的平均体重约为9.2克。栖息地包括亚热带或热带的湿润低地林、亚热带或热带的旱林、干燥的稀树草原和亚热带或热带的（低地）干燥疏灌丛。